# Вьєнто Фреско
Вьєнто Фреско (ісп. Viento Fresco) — водоспад, що знаходиться на вулканічних схилах Серро-Пеладота Серро-сан-Хосе. В перекладі з іспанської вони звуться Свіжий Вітер.

## Опис
Особливість Вьєнто Фреско полягає у їх походженні. Це термальний водоспад. Водяні потоки, протікаючи через вулкан, нагріваються до 30 градусів та збагачуються мінеральними речовинами. Як і більшість водоспадів, Вьєнто Фреско або Свіжий Вітер, відкритий для купання.